# Antilopa skákavá
Antilopa skákavá (Antidorcas marsupialis), neboli springbok (afrikánsky a nizozemsky: spring = skok; bok = antilopa, jelenovití, nebo koza) je velká a elegantní antilopa z podčeledi pravé antilopy (Antilopinae), která se vyznačuje vysokými a dlouhými skoky.
Obývá jižní Afriku, konkrétně Angolu, Jihoafrickou republiku, Namibii, Botswanu (poušť Kalahari).

## Taxonomie
Antilopa skákavá se řadí mezi pravé antilopy (podčeleď Antilopinae), konkrétně do tribu Antilopini, kde vytváří monotypický rod Antidorcas. Tento rod se zřejmě vyvinul z rodu Gazella před více než 3 miliony lety ve východní Africe. Ještě v pleistocénu byl zastoupen více druhy, například Antidorcas recki, A. bondi a A. australis. Do druhu Antidorcas marsupialis s typovým podruhem A. m. marsupialis bývají jako poddruhy obvykle řazeny i antilopy Antidorcas marsupialis angolensis a Antidorcas marsupialis hofmeyri. Jednotlivé subspecie se od sebe liší velikostí a zbarvením. Některé autority je nicméně vedou jako samostatné druhy Antidorcas angolensis a Antidorcas hofmeyri.

## Popis
Antilopa skákavá je štíhlá antilopa s dlouhýma nohama a dlouhým krkem. Výška v kohoutku činí 70–89 centimetrů. Délka včetně ocasu dosahuje 120–150 cm. Délka rohů je 16–40 cm. Ocas je dlouhý 19–27 cm. Hmotnost samce dosahuje 20–48 kilogramů, hmotnost samice pak 20–44 kilogramů. Zubní vzorec je I 0/3, C 0/1, P 2/2, M 3/3 = 28.
Antilopa je kontrastně zbarvena. Její srst je krátká, na hřbetě a krku je světle hnědá. Má také tmavý pruh na hlavě, který vede od ucha, přes oko, až k čenichu. Na bocích vytváří hnědá barva tmavší pruh, který se táhne od horní části předních končetin až k bokům zadních nohou. Hlava a břicho jsou obvykle bílé, výjimečně do šediva.
Samci a samice vypadají podobně a obě pohlaví mají černé růžky se zřetelnými prstenci. Růžky samic jsou však kratší a tenčí a to především u poddruhu A. m. marsupialis. Springboci mají neobvyklý kožní záhyb, který se táhne od prostředka hřbetu ke kořeni ocasu. Když je zvíře vzrušené nebo vyplašené, rozevře tento záhyb a vztyčí dlouhé, bílé chlupy, které rostou uvnitř.

## Ekologie a chování

### Biotop
Obývá sušší travnaté oblasti do nadmořské výšky 2 000 metrů. Zalesněným oblastem se vyhýbá zřejmě hlavně kvůli přítomnosti klíšťat, která přenášejí smrtelnou chorobu zvanou zavodnění srdce (heartwater), vůči níž postrádá jakoukoliv imunitu. Nevadí ji stanoviště bez stálého vodního zdroje.

### Potrava
Živí se především listy keřů a stromů a v poněkud menší míře i trávou. Jídelníček si doplňuje jedlými kořeny, divokým ovocem a zeleninou. Jde řádově o desítky různých druhů. Například v přeshraničním parku Kgalagadi konzumuje celkem 57 druhů a v Lomard Reserve 68 druhů rostlin. Je-li k dispozici voda, vypije průměrná antilopa necelé 3 litry každý druhý den, v oblastech bez vody získává tekutiny z potravy.

### Rozmnožování, dožití
V době rozmnožování si samec může zakládat teritorium (cca 0,2 až 1 km2) a harém 10 až 30 samic, ale běžná jsou i smíšená stáda. Boje samců v období říje jsou pozoruhodné, jelikož při nich samci vyskakují do výšky a sráží se svými rohy. Smrtelné úrazy jsou však výjimkou. Springboci se páří většinou v období sucha a porody přicházejí většinou v říjnu a listopadu, kdy je období dešťů, nicméně nemusí jít o pravidlo a porody mohou nastávat kdykoliv v průběhu roku. Samice rodí po asi šestiměsíční březosti jediné mládě, vzácně může vrhnout dvojčata. Čerstvě narozená antilopka váží 3,8 až 5 kg. Ve volné přírodě se dožívá nejčastěji 7 až 10, výjimečně až 19 let.

### Způsob života

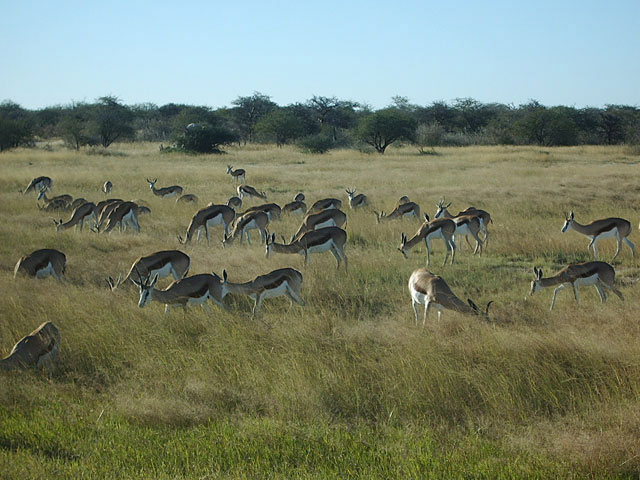
Stádo antilop skákavých v Namibii

Obvykle žijí v rodinných skupinách o počtu 5 až 100 zvířat. Během období dešťů a tedy dostatku potravy se mohou skupiny sdružovat i do větších stád čítajících až 2 200 jedinců. Tento druh se vyznačuje vysokými skoky, které se především zasloužily o její známost. Skáče tak, že se odrazí všemi čtyřmi končetinami do vzduchu, skloní hlavu a záda prohne do obloukovitého tvaru a na hřbetě se jí rozevře a zvýrazní bílý pruh, kterým dává ostatním členům stáda najevo, že je něco v nepořádku. U stád těchto antilop se mohou občas zdržovat i stáda jiných velkých savců (zeber, buvolů), které při poplachu prchají s nimi. Skákat ale může springbok třeba jen při hře. Vyskočit dokáže pravděpodobně do výše až tři metry, ale tato hodnota nebyla nikdy řádně doložena. Obdivuhodná je nicméně i svou výkonností v běhu a obecně se předpokládá, že dokáže dosáhnout rychlosti okolo 80 km/h, případně 88 km/h, nebo možná až 97 km/h.

### Predátoři, paraziti, nemoci
Mezi predátory antilopy skákavé se řadí jakékoliv střední a větší šelmy a velcí škrtiči. Jedná se především o gepardy, levharty, hyeny, karakaly, psy hyenovité, šakaly, lvy a krajty. Velcí draví ptáci a menší kočkovité či kunovité šelmy mohou ulovit velmi mladé jedince.
Hlavními parazity jsou vši, blechy, klíšťata a hlístice. Nemoci zahrnují zavodnění srdce a anthrax.

## Populace, ohrožení
V celkovém vyčíslení populace se autority poněkud rozcházejí. V publikaci Mammals of Africa (2013) je uveden odhad 2 až 2,5 milionu jedinců, IUCN v roce 2016 ohodnotila celkovou populaci na 1,4 až 1,75 milionu dospělých jedinců.
Kdysi byly velice početné a stáda čítající až stovky tisíc jedinců podnikala v období sucha migraci za čerstvou pastvou, přičemž zničila veškeré pastviny i zemědělskou půdu, které jim ležely v cestě. V důsledku toho byly antilopy pronásledovány a tisíce jich bylo zabito, ale dnes jsou ve svém původním areálu znovu vysazovány a jejich stavy opět stoupají.

## Galerie

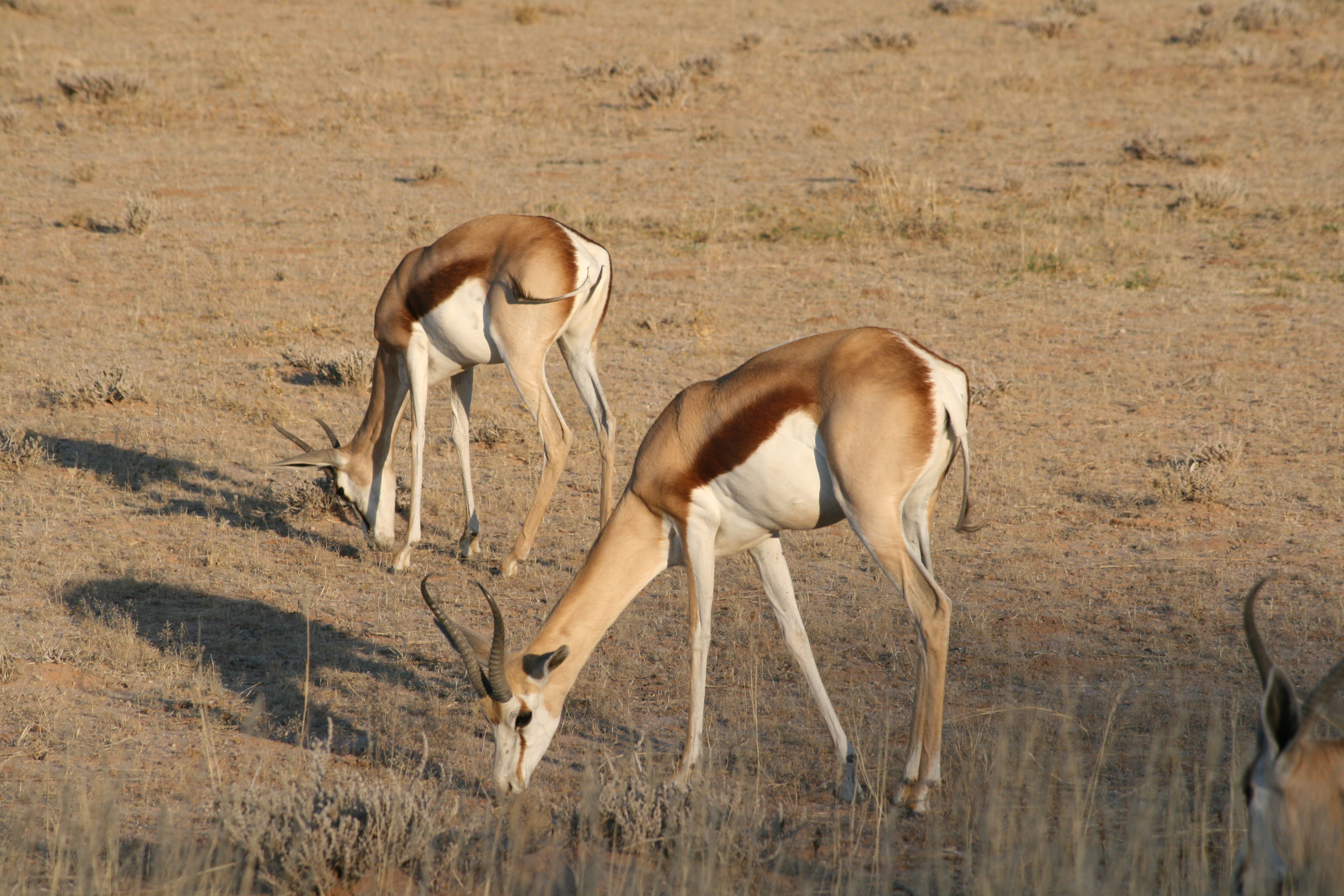
Springboci v parku Kgalagadi
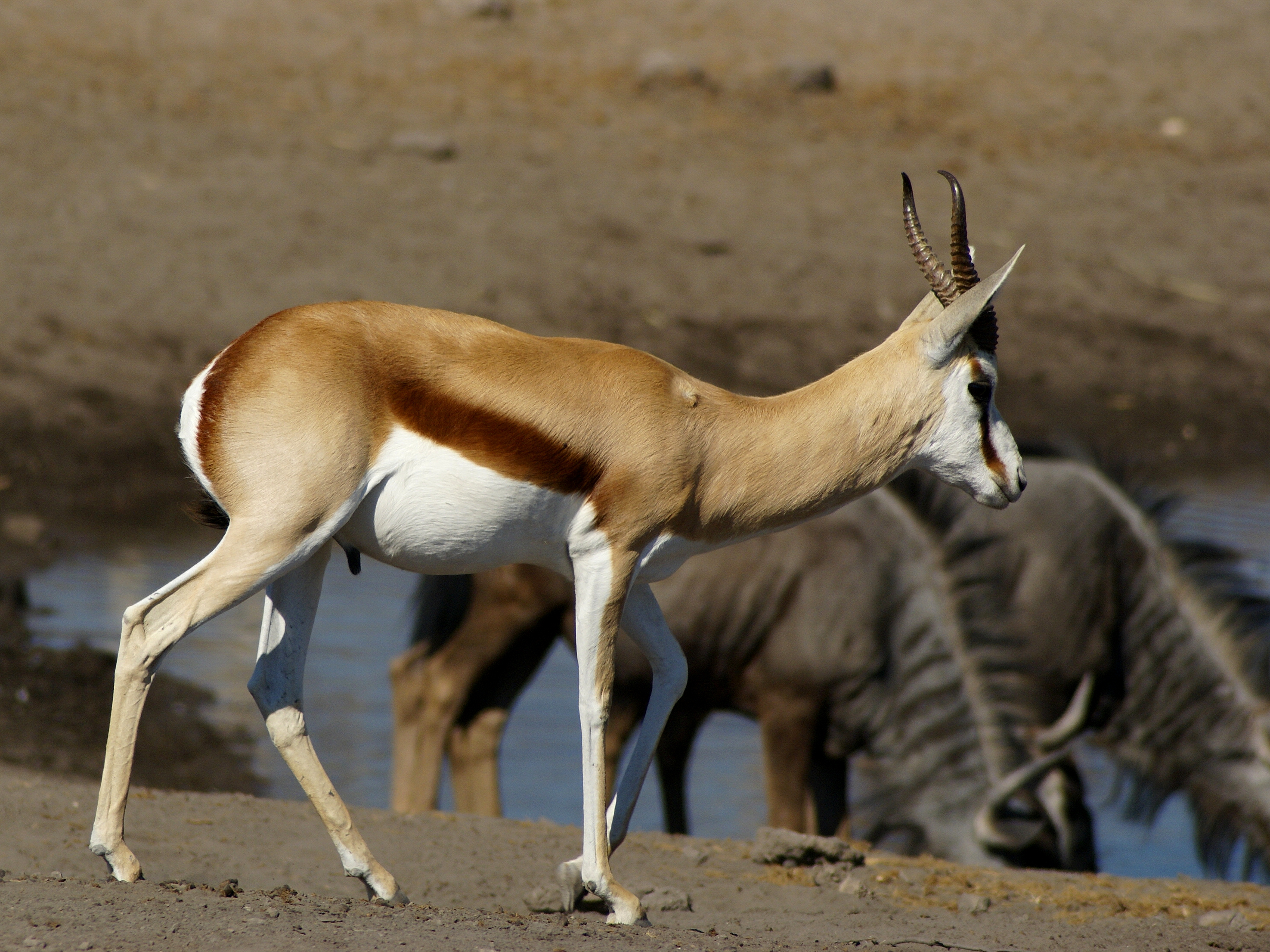
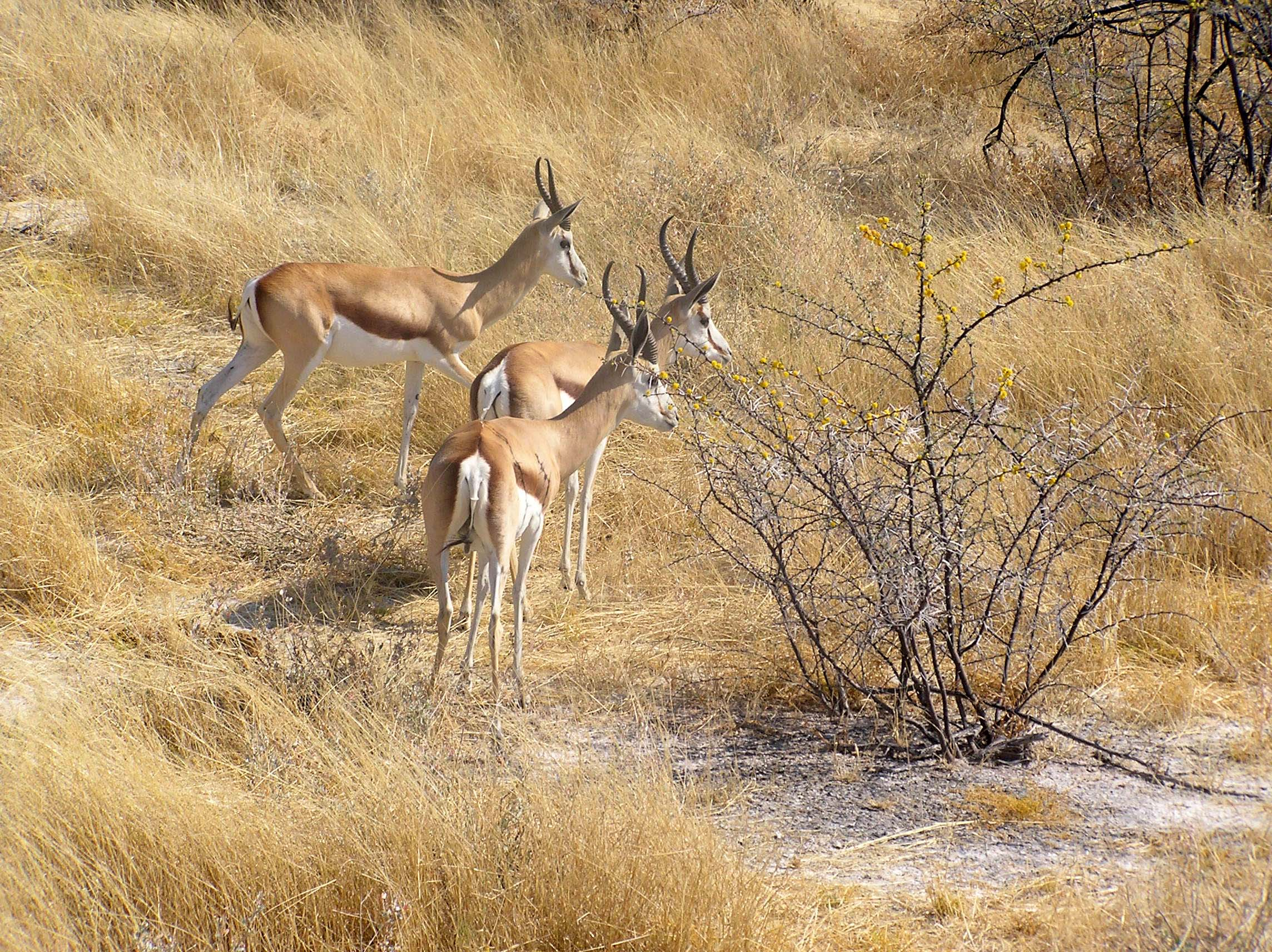
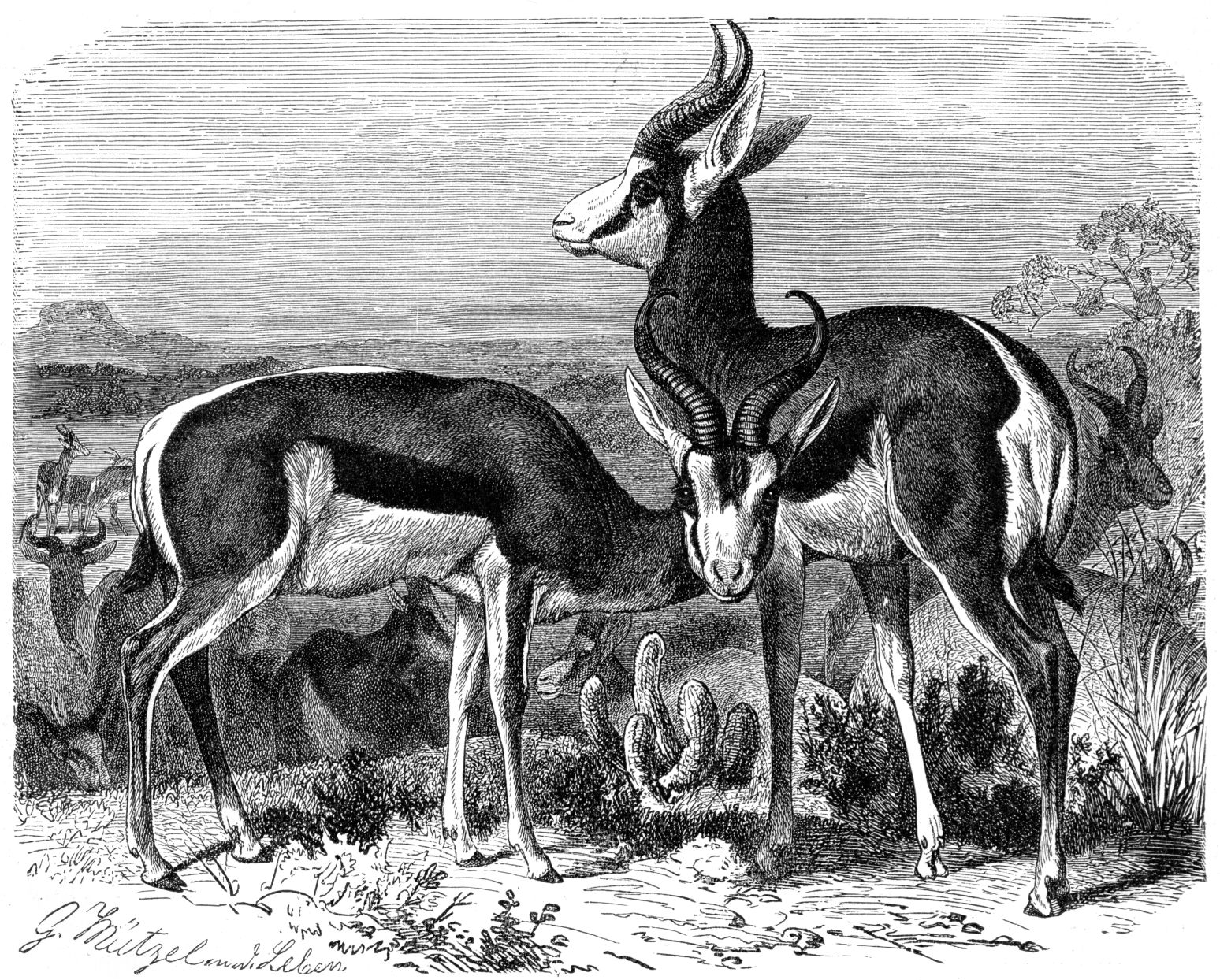
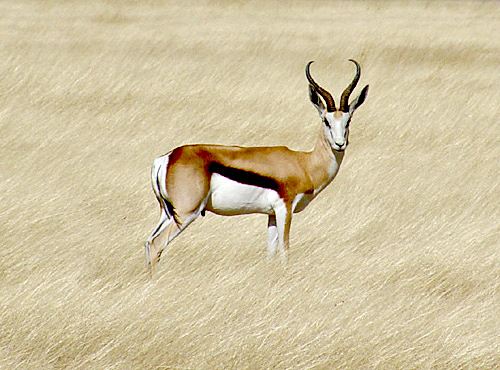
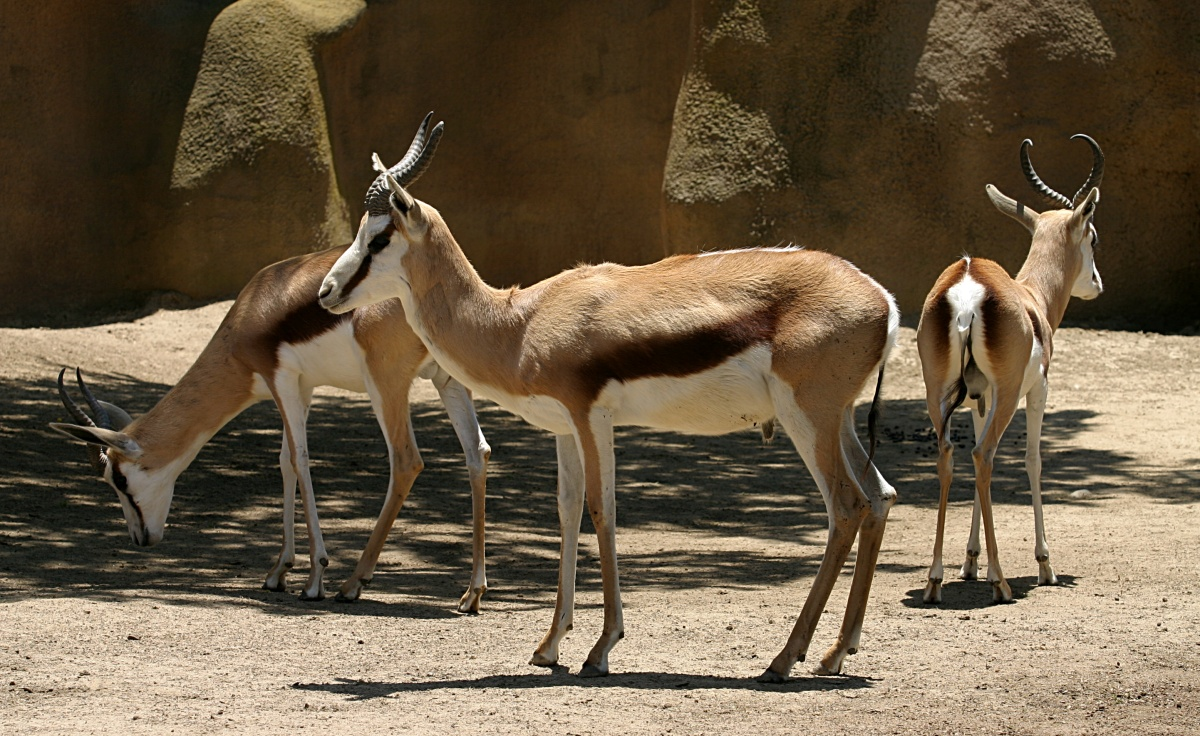
Springboci v zoologické zahradě v Kalifornii, USA
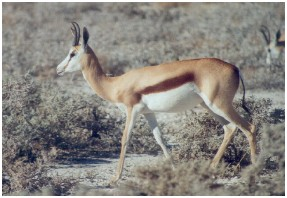